# دوري السوبر السلوفاكي 2017–18
دوري السوبر السلوفاكي 2017-18 (بالسلوفاكية: Fortuna liga 2017/2018)‏ هو الموسم 25 من  دوري السوبر السلوفاكي. أقيم خلال الفترة 2 يوليو 2017 وحتى 19 مايو 2018، وكان عدد الأندية المشاركة فيه  12، وفاز فيه نادي سبارتاك ترنافا.